# Hidròmetre

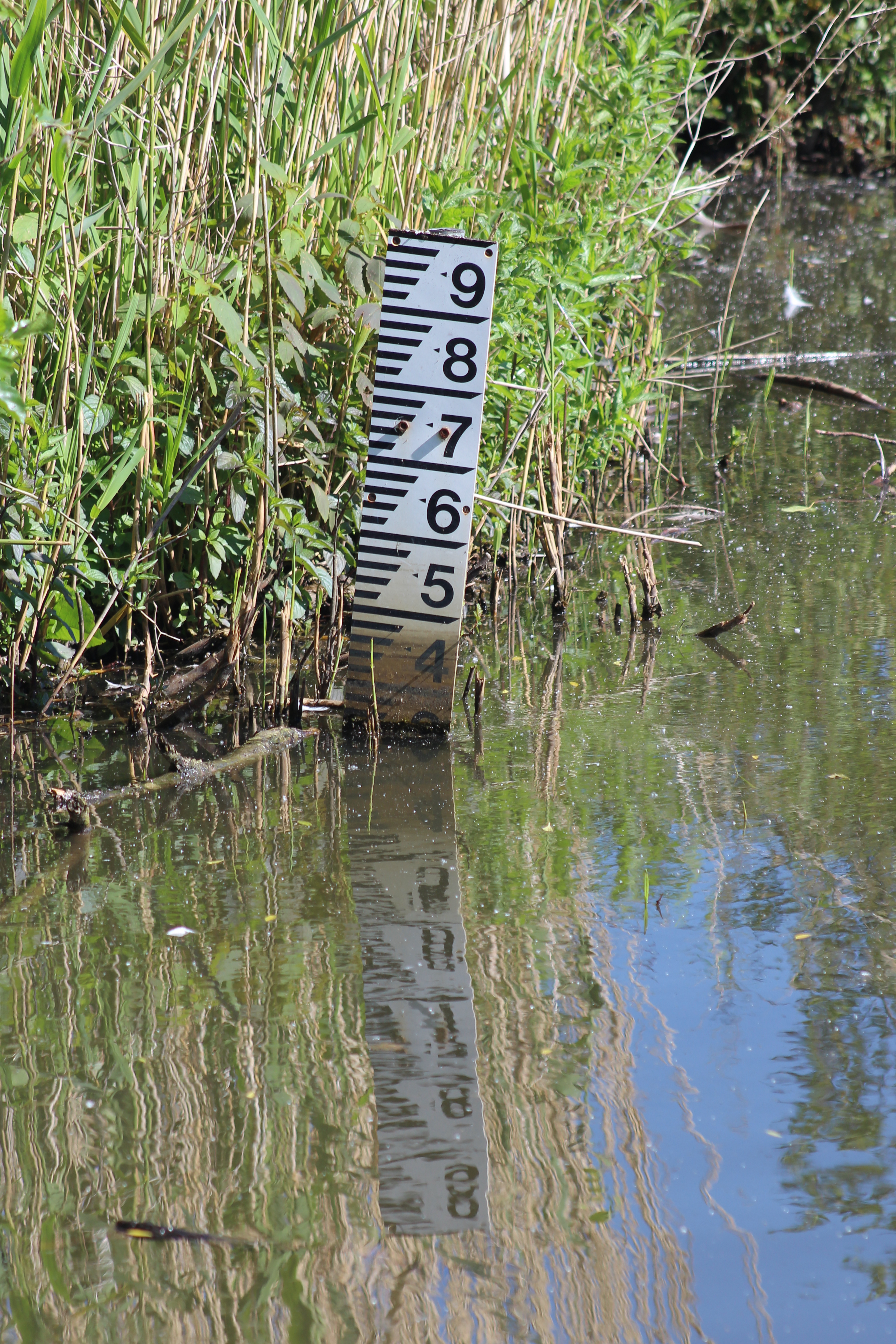
Mesurador de profunditat a Fleet Pond, Anglaterra. El nivell és de 0,34 m per sobre del nivell de referència de l'estany

Un hidròmetre és un aparell de mesura emprat en hidrometria per a mesurar l'alçada dels líquids continguts en els dipòsits.
Hidròmetre és un mot compost de hidro-, forma prefixada del mot grec hýdôr, "aigua" i de -metre, forma sufixada del mot grec métron, "mesura".